# Lista över fornlämningar i Köpings kommun
Lista över fornlämningar i Köpings kommun är en förteckning av ett urval av de fornlämningar som finns i Köpings kommun.

## Himmeta
Se Lista över fornlämningar i Köpings kommun (Himmeta)

## Kolsva
Se Lista över fornlämningar i Köpings kommun (Kolsva)

## Köping
Se Lista över fornlämningar i Köpings kommun (Köping)

## Munktorp
Se Lista över fornlämningar i Köpings kommun (Munktorp)

## Odensvi
Se Lista över fornlämningar i Köpings kommun (Odensvi)

## Västra Skedvi
Se Lista över fornlämningar i Köpings kommun (Västra Skedvi)